# 홈브루잉

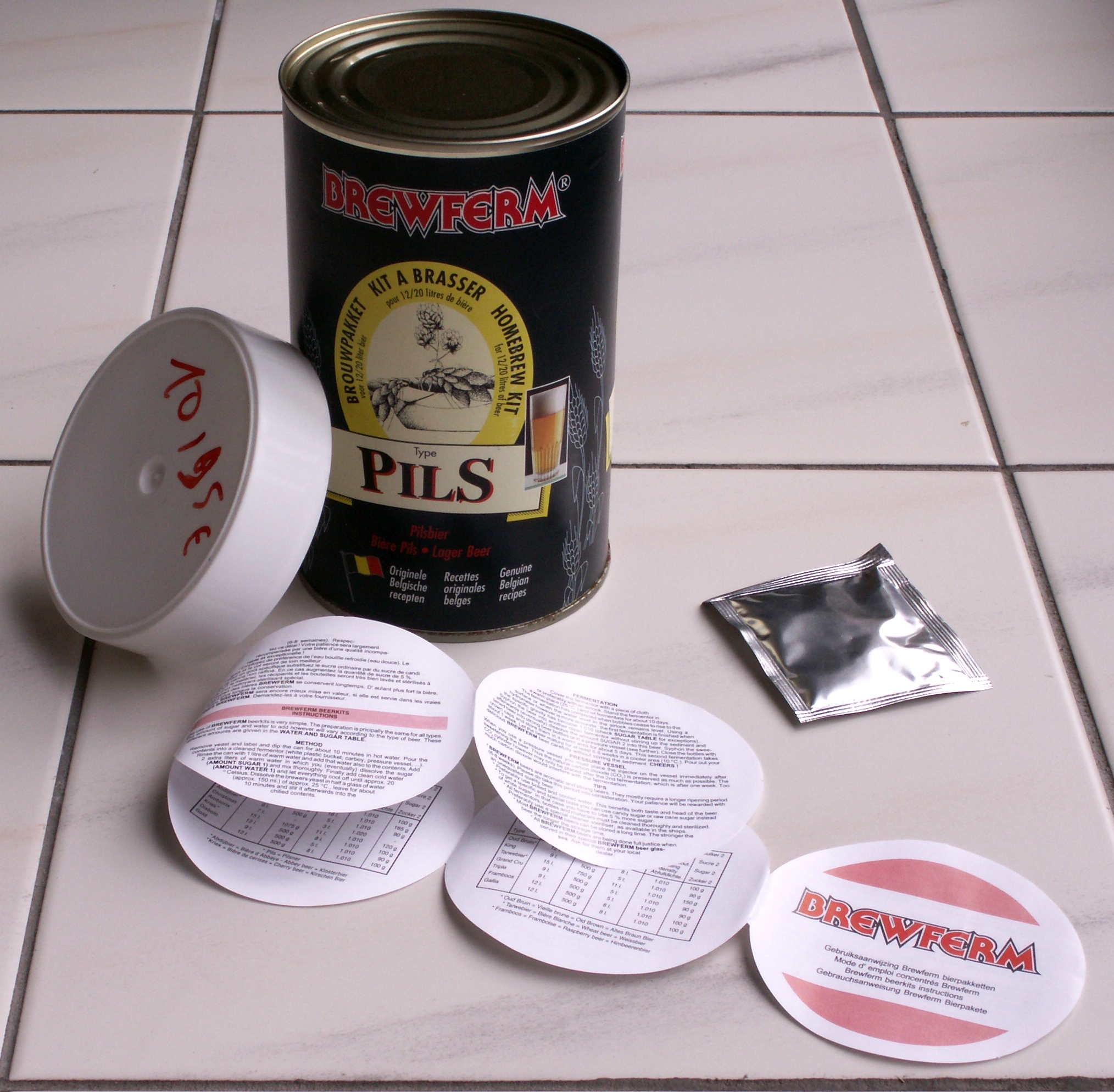
엿기름, 효모, 안내서로 구성된 홈브루잉 키트

홈브루잉(Homebrewing) 또는 자가양조는 맥주나 기타 술 음료를 소규모로 개인적으로, 또는 비상업적인 목적으로 양조하는 것이다. 키트와 발효탱크 등의 공급품을 특수 상점이나 온라인에서 지역적으로 구매할 수 있다. 상업 생산 이전에 맥주는 수천년 간 가정에서 양조되었으나 지역법에 따라 합법 여부는 다양하다.

## 같이 보기
- 양조